# Cenad
Cenad (em húngaro Csanád) é uma comuna romena localizada no distrito de Timiș, na região histórica do Banato (parte da Transilvânia). A comuna possui uma área de 102.52 km² e sua população era de 4516 habitantes segundo o censo de 2007.

## Património
- Fortaleza Morisena - século X - XII (época medieval)